# Abdullah Entezam-Saltaneh

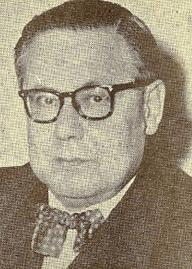
Abdullah Entezam

Abdullah Entezam-Saltaneh (* 1895 in Teheran; † März 1983) war ein iranischer Botschafter und Außenminister.

## Leben
Abdullah Entezam-Saltaneh war wie sein jüngerer Bruder Nasrollah Entezam ein Sohn von Entezam as-Saltaneh, einem iranischen Diplomaten. Seine Mutter war Khorshid Khanum Ghaffari, einer Enkeltochter von Mirza Ali Khan Amin al Dowleh.
Abdullah besuchte zunächst die Deutsche Technische Schule in Teheran, das Dar al Fonoun und studierte später an der Schule für Politische Wissenschaften in Teheran. Danach trat er in den auswärtigen Dienst Irans ein. Sein erster Auslandseinsatz führte ihn an die iranische Botschaft nach Washington, D.C. Er heiratete in den USA eine junge Frau aus einer angesehenen amerikanischen Familie. Doch die Ehe hielt nicht lange, und Entezam war geschieden, noch bevor er in den Iran zurückberufen wurde. Seine weiteren Stationen waren die iranischen Botschaften in der Bern, Prag, Paris und Stuttgart und später in Bonn. 1946 war er mit Amir Abbas Hoveyda und Hassan Ali Mansour in der iranischen Gesandtschaft in Stuttgart beschäftigt. Am 17. Februar 1950 legte er bei der Regierung von Konrad Adenauer sein Akkreditierungsschreiben vor.
1951, zurück im Iran wurde Abdullah Entezam für wenige Monate Außenminister im Kabinett von Premierminister Hossein Ala, unter dessen Regierung die iranische Ölindustrie verstaatlicht wurde. Die Amtszeit Alas sollte aber bereits zwei Monate später enden, da seine Regierungstätigkeit von Mohammad Mossadegh mit Unterstützung der Abgeordneten der Nationalen Front sabotiert wurde. Nachfolger Alams wurde Mossadegh. Nach dem Sturz Mossadeghs im August 1953 wurde Abdullah Entenzam erneut Außenminister im Kabinett von Premierminister Fazlollah Zahedi.
1956 verließ er das Auswärtige Amt und wurde Direktor der National Iranian Oil Company. Seine wohl wichtigste Personalentscheidung war es, 1958 Amir Abbas Hoveyda, den späteren Premierminister Irans, bei der NIOC eingestellt zu haben.
Nach den Unruhen im Iran im Juni 1963 sprach Entezam zusammen mit vier anderen älteren iranischen Politikern bei Schah Mohammad Reza Pahlavi vor und übte Kritik an dem Vorgehen der Sicherheitskräfte. Sie verlangten die Entlassung von Premierminister Asadollah Alam und ein Eingehen auf die Forderungen der Demonstranten. Alam blieb Premierminister. Dafür wurde Entezam als Direktor der NIOC entlassen.
Erst im Jahr 1978 kam es wieder zu einem Gespräch zwischen Schah Mohammed Reza Pahlavi und Abdullah Entezam. Der Schah bot Entezam das Amt des Premierministers an. Doch der lehnte ab und schlug an seiner Stelle Gholam Hossein Sadiqi vor. Schah Mohammad Reza Pahlavi berief Entezam in den Kronrat, der bei Abwesenheit des Monarchen an seiner Stelle geschäftsführend tätig werden sollte.